# Hipótesis del Centinela
La Hipótesis del Centinela sugiere que una civilización extraterrestre avanzada podría colocar aparatos de vigilancia en o cerca de mundos en proceso de evolución, para monitorear su progreso. Un robot centinela podría establecer contacto con una raza en desarrollo una vez que ésta haya alcanzado cierto grado de progreso tecnológico, como pueden ser la comunicación a gran escala usando radio, o el vuelo interplanetario.
Desde hace algún tiempo, los científicos de nuestro planeta están empezando a comprender las condiciones necesarias para que se geste vida basada en carbono. Pueden identificar aquellas estrellas en nuestra proximidad, que son más parecidas al sol, y pueden esbozar un aproximado de una zona alrededor de una estrella, en la cual puede existir actividad bioquímica tal como la conocemos.
Los científicos también están empezando a adquirir la habilidad de detectar planetas extrasolares. Especies más avanzadas podrían también intuir en qué estrellas puede existir o florecer vida inteligente, y enviar naves que vigilen dicho proceso evolutivo. Esas estrellas en las que puede florecer la inteligencia podrían estar intensamente vigiladas por centinelas automatizados.

## Cultura popular
Arthur C. Clarke exploró este concepto en su cuento corto titulado "The Sentinel" (El Centinela), que luego fue usado como concepto base de 2001: Odisea del Espacio 2001, película y libro.
Ronald Bracewell ha discutido una estrategia específica a través de la cual se pueden monitorear sistemas estelares en busca de razas tecnológicas, y cómo nosotros podemos buscar centinelas colocados en el sistema solar para monitorearnos.